# Іванівка (Лугинська селищна громада)
Іва́нівка — село в Україні, у Лугинській селищній територіальній громаді Коростенського району Житомирської області. Населення становить 49 осіб (2001).

## Населення

### Мова
Розподіл населення за рідною мовою за даними перепису 2001 року:
| Мова       | Кількість | Відсоток |
| ---------- | --------- | -------- |
| українська | 47        | 95.92 %  |
| російська  | 1         | 2.04 %   |
| білоруська | 1         | 2.04 %   |
| Усього     | 49        | 100 %    |

## Історія
У 1906 році — колонія Білокуровицької волості Овруцького повіту Волинської губернії. Відстань від повітового міста 65 верст. Дворів 22, мешканців 202.
До 9 червня 2017 року село входило до складу Великодивлинської сільської ради Лугинського району Житомирської області.